# سید ابراهیم رئیسی در انتخابات ریاست‌جمهوری ایران (۱۳۹۶)
سید ابراهیم رئیسی برای دوازدهمین انتخابات ریاست جمهوری در تاریخ ۳۱ فروردین ۱۳۹۶ از سوی شورای نگهبان جهت ورود به انتخابات ریاست جمهوری تأیید صلاحیت شد.
وی یکی از نامزدان مورد حمایت جمنا است و همچنین جامعتین و جبههٔ پایداری نیز در انتخابات از او حمایت کرده‌اند.

## کاندیداتوری

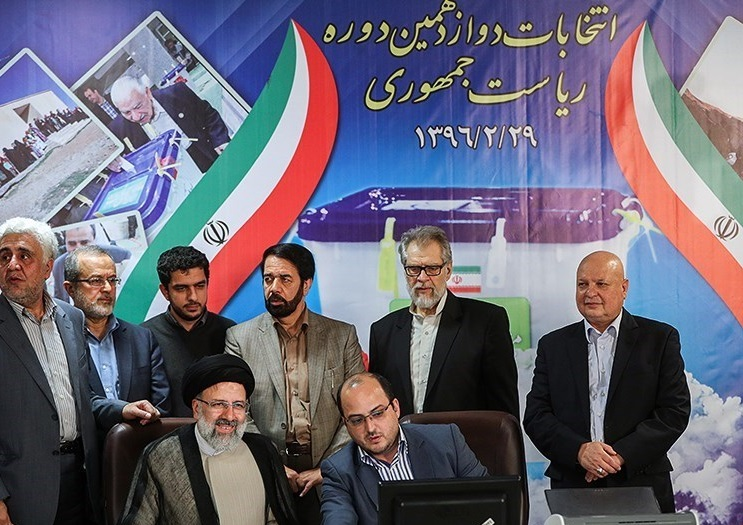
ابراهیم رئیسی در حال ثبت نام در انتخابات ریاست جمهوری با همراهی فرهاد رهبر، مسعود میرکاظمی، منصور کبگانیان و نادر طالب‌زاده

### نام‌نویسی
سید ابراهیم رئیسی در تاریخ ۲۴ فروردین ۱۳۹۶ با همراهی فرهاد رهبر، مسعود میرکاظمی، منصور کبگانیان و نادر طالب‌زاده در وزارت کشور حاضر شد و در انتخابات ریاست جمهوری ثبت نام کرد.

### تأیید صلاحیت
او در تاریخ ۳۱ فروردین ۱۳۹۶ به همراه پنج نامزد دیگر توسط شورای نگهبان برای انتخابات ریاست جمهوری تأیید شد.

## ستاد انتخاباتی
رئیسی ابتدا سید صولت مرتضوی شهردار مشهد، سپس مسعود میرکاظمی وزیر نفت دولت محمود احمدی‌نژاد، سپس علیرضا زاکانی نماینده سابق مجلس و نهایتاً علی نیکزاد را به ریاست ستاد انتخاباتی خود منصوب کرد. از جمله ویژگی‌های ستاد او حضور پرشمار اعضای کابینهٔ محمود احمدی‌نژاد رئیس‌جمهور سابق است.

### کارکنان ستاد
- رئیس ستاد: علی نیکزاد، وزیر مسکن و شهرسازی در دولت دوم محمود احمدی‌نژاد از ۲ اردیبهشت ۱۳۹۶ ریاست ستاد را بر عهده گرفت.
- رئیس کمیته طرح و برنامه: مسعود میرکاظمی وزیر سابق بازرگانی و نفت[۱]
- رئیس ستادهای استانی: سید صولت مرتضوی شهردار مشهد[۹]

## برنامه‌ها و وعده‌ها
رئیسی در کارزار انتخاباتی خود بر بیکاری جوانان، و معضل فقر و مسکن تأکید کرده‌است. از وعده‌های او ساخت مسکن ارزان، سه برابر کردن یارانه‌های نقدی برای سه دهک پایین جامعه، تحویل مسکن مهر در سال اول دولت به مردم، ریشه کن کردن فساد و ایجاد یک میلیون شغل است.

## سفرهای تبلیغاتی
« برای موفقیت در کشور نباید وقت کشی کرد، این امر با یک مدیریت انقلابی و جهادی میسر می‌شود. »

سید ابراهیم رئیسی در دیدار با علمای هرمزگان، ۱۱ اردیبهشت ۱۳۹۶
ابراهیم رئیسی پس از اعلام تأیید صلاحیت توسط شورای نگهبان سفرهای انتخاباتی متعددی را به استان‌هایی از جمله یزد، خراسان جنوبی، قزوین، زنجان، هرمزگان، کردستان و همدان داشته‌است. او در سفری که به کردستان داشت با امام جمعه و علمای اهل سنت سنندج دیدار کرد.

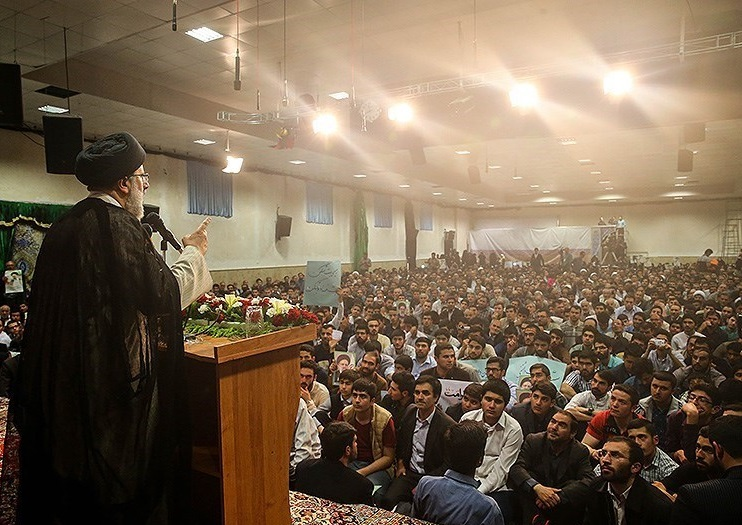
رئیسی در حال سخنرانی در زنجان
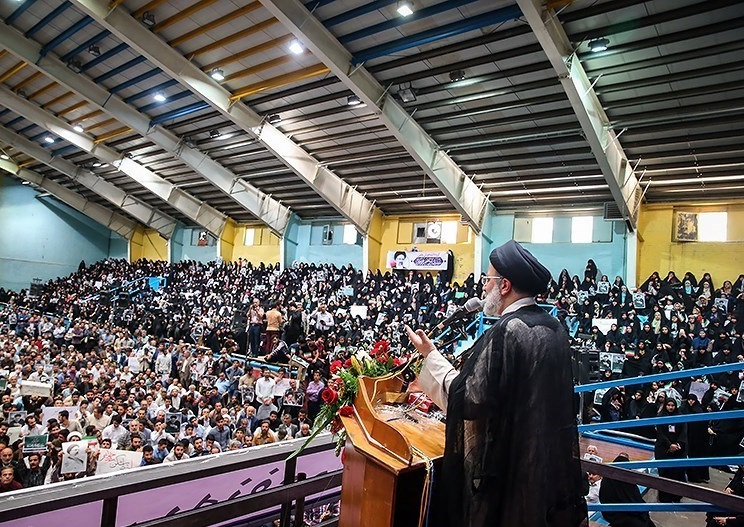
رئیسی در حال سخنرانی در قزوین
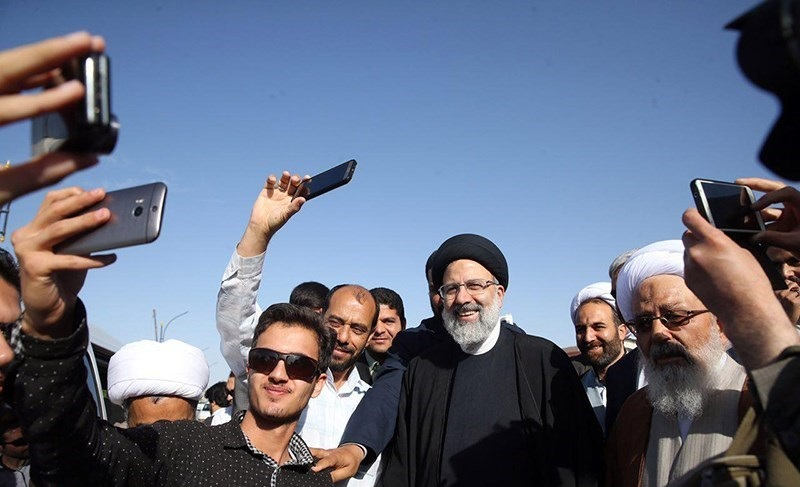
رئیسی در سفر انتخاباتی به استان خراسان جنوبی

### ۲۵ اردیبهشت، سفر انتخاباتی به اصفهان
« لازم است که از برادر مجاهد محمدباقر قالیباف که با زمان‌شناسی، اقدام مناسبی انجام داد تشکر کنم. ما در دولت کار و کرامت از ظرفیت شخصی، فردی، مدیریتی و ظرفیت‌هایی که آقای قالیباف و سایر عزیزان به عنوان خدمتگزار دارند، استفاده می‌کنیم. »

سید ابراهیم رئیسی در سفر انتخاباتی به اصفهان، ۲۵ اردیبهشت ۱۳۹۶
ابراهیم رئیسی در روز دوشنبه ۲۵ اردیبهشت بعد از سخنرانی در شیراز به اصفهان پرواز کرد تا در میدان نقش جهان به سخنرانی بپردازد. جمعیت بسیار زیادی از مردم در این مکان حضور پیدا کردند به طوری که میدان نقش جهان چند ساعت قبل از شروع سخنرانی پر شده بود. رئیسی بعد از ورود به اصفهان با همراهی بیش از ۳۰۰ خودرو و موتورسیکلت مسیر فرودگاه تا میدان را پیمود. ازدحام و ترافیک شدید باعث شد که سخنرانی با سه ساعت تأخیر شروع شود. رئیسی در سخنانش از سیاست‌های دولت روحانی در روابط خارجی و مسائل اقتصادی انتقاد کرد و وعده اصلاح مشکلات را داد. او همچنین از محمدباقر قالیباف برای کناره‌گیری به نفع خودش تشکر کرد و گفت که در دولتش از ظرفیت قالیباف استفاده خواهد کرد.

« مشکل امروز جامعه اختلاف در این نگاه است که کشور دچار مشکل است. در قضیه برجام آنگونه عمل شد که آب خوردن مردم را به برجام ربط دادند و بنیه دفاعی کشور را تضعیف کردند. موشک برای نجنگیدن است نه جنگیدن. ما نگاه به بیگانه را با حسن نیت و حسن ظن، خطا می‌دانیم. »

سید ابراهیم رئیسی در سفر انتخاباتی به اصفهان، ۲۵ اردیبهشت ۱۳۹۶
جمعیت حاضر در این سخنرانی شعارهایی از قبیل «اصفهان یک کلام، رئیسی والسلام»، «سید با جسارت، برس به داد ملت»، «شعار هر ایرانی، خداحافظ روحانی» و «سید مظلوم ما، رئیس‌جمهور ما» سر دادند. شخصیت‌هایی مانند عزت‌الله ضرغامی، اکبر ترکی، حسینعلی حاجی دلیگانی، حمیدرضا فولادگر و احمد سالک در این سخنرانی حضور داشتند.

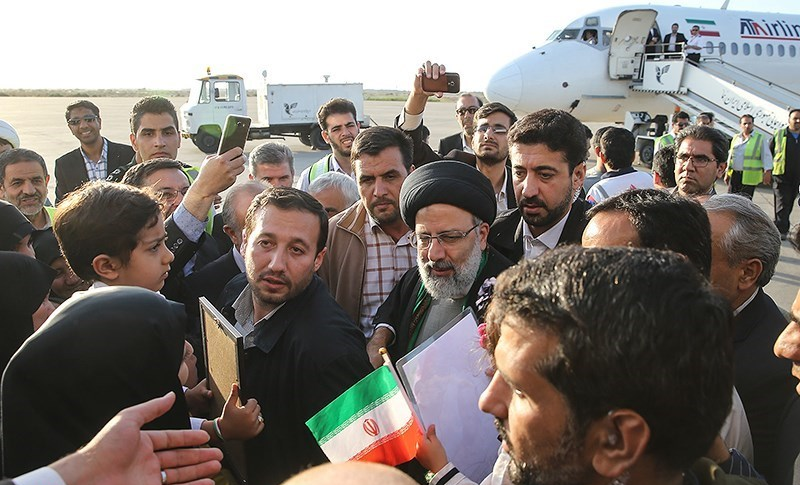
رئیسی در فرودگاه اصفهان
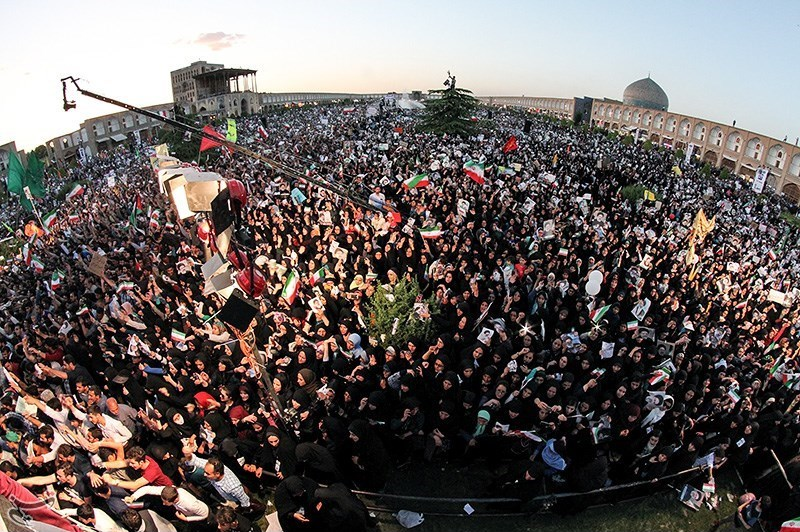
جمعیت حاضر در میدان نقش جهان
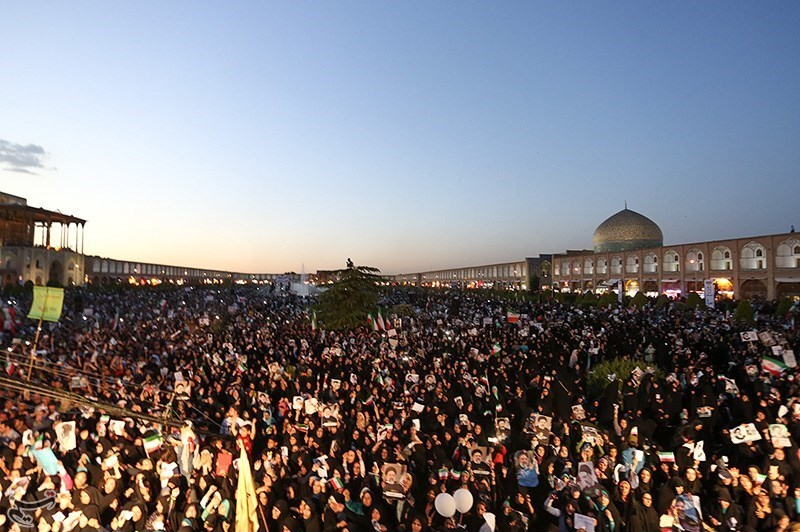
جمعیت حاضر در میدان نقش جهان
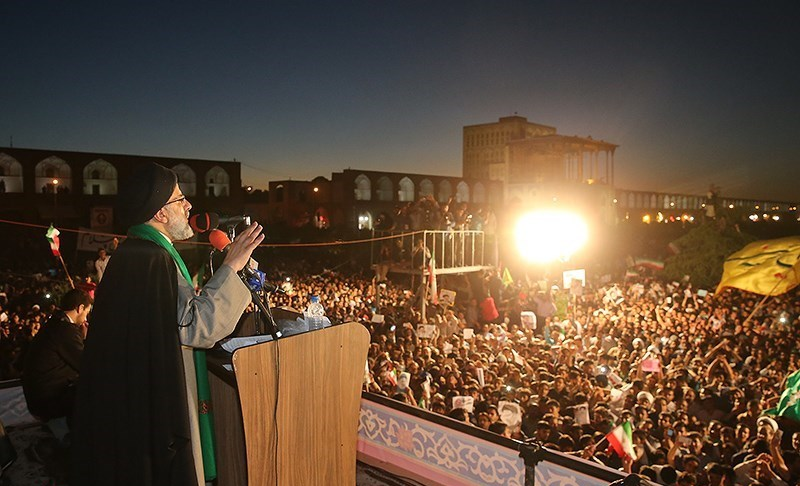
رئیسی در حال سخنرانی در اصفهان

## فعالیت‌های انتخاباتی
« جریان انقلابی برای صحنه‌های مختلف اجرا می‌خواهد نشان دهد که حرف و برنامه دارد و آن را به بهترین شکل تغییر می‌دهد. »

سعید جلیلی، همایش حمایت از ابراهیم رئیسی، ۶ اردیبهشت ۱۳۹۶

### ۶ اردیبهشت ۱۳۹۶
در روز ۶ اردیبهشت همایش انتخاباتی حامیان ابراهیم رئیسی در سالن حوزه هنری تهران با سخنرانی سعید جلیلی برگزار شد. در این همایش شخصیت‌هایی از جمله علیرضا قزوه، حامد کرمانیون، بیژن نوباوه و محمد سلیمانی حضور داشتند.

« چرا ما کشور را معطل به نگاه بیگانگان می‌گذاریم براساس شاخصی که آقا گفتند کاندیداها نباید نگاهشان به خارج از کشور باشد ما اعلام می‌کنیم نگاه ما به دست جوانان تنومند کشور است. »

سید ابراهیم رئیسی، همایش انتخاباتی ۹ اردیبهشت ۱۳۹۶

### ۹ اردیبهشت ۱۳۹۶
در روز ۹ اردیبهشت همایش انتخاباتی ابراهیم رئیسی در سالن شهدای هفتم تیر تهران برگزار شد. در این همایش حامیان وی شعارهایی از قبیل «ابراهیم بت‌شکن، بت فساد رو بشکن» و «نه سازش نه تسلیم، نبرد با آمریکا» سر دادند.

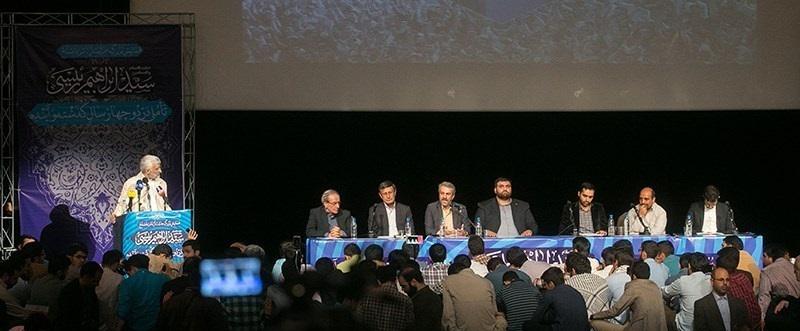
سعید جلیلی در حال سخنرانی در همایش حامیان رئیسی
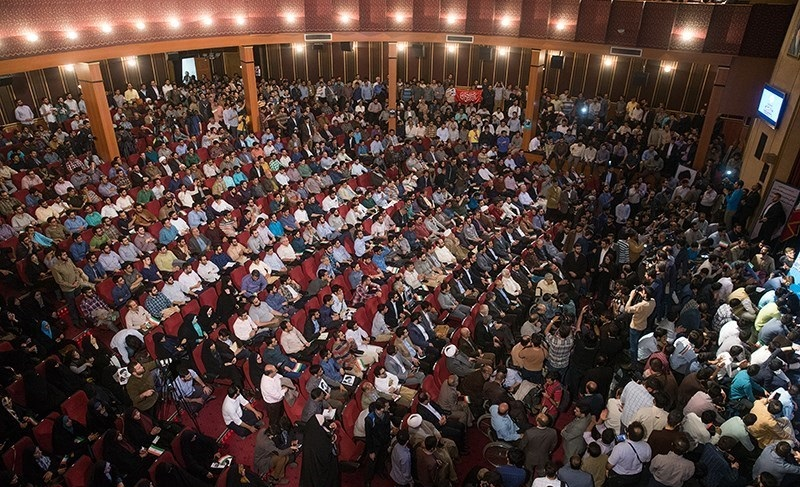
جمعیت حاضر در سالن همایش، ۶ اردیبهشت
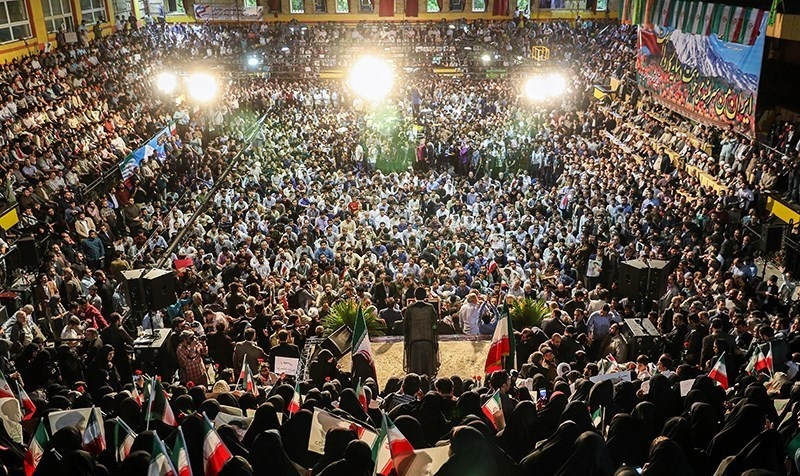
ابراهیم رئیسی در همایش انتخاباتی
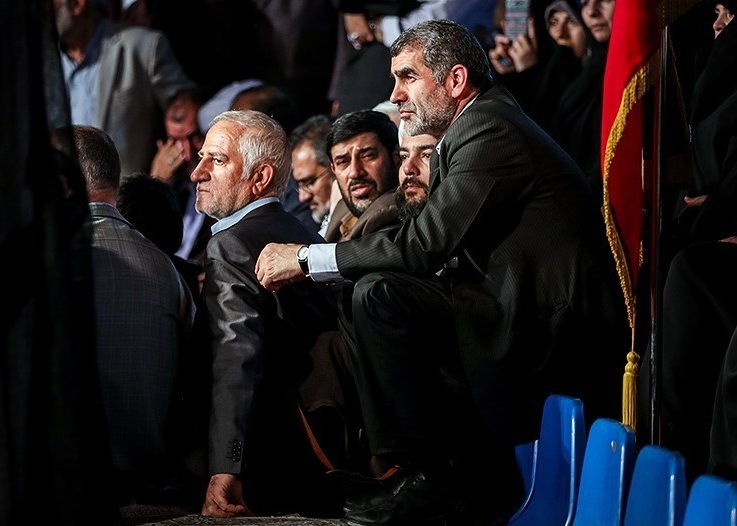
علی نیکزاد رئیس ستاد انتخاباتی رئیسی

### ۲۶ اردیبهشت ۱۳۹۶
« از آغاز تبلیغات اعلام کردیم مشکلات کشور را می‌دانیم و راه برون رفت از آن را نیز می‌دانیم. حداقل باید به لحاظ کمی و عددی هر سال یک میلیون شغل ایجاد شود. اعلام کردیم که امکان ایجاد اشتغال برای حداقل یک میلیون ممکن است گفتند مگر می‌شود. گفتیم اگر اقتصاد دریا، پیشران‌های اقتصاد مثل مسکن، اقتصاد فضای مجازی و بسیاری از فضاها دیگر را به کار گرفتیم و از همه مهمتر جلوی فساد را گرفتیم این ایجاد شغل شدنی است. »

سید ابراهیم رئیسی، مصلای امام خمینی ۲۶ اردیبهشت ۱۳۹۶
در روز سه‌شنبه ۲۶ اردیبهشت در حالی که سه روز به تاریخ انتخابات باقی مانده بود، همایش بزرگ حامیان سید ابراهیم رئیسی در مصلای امام خمینی تهران برگزار شد. جمعیت زیادی از مردم در این همایش شرکت کردند به طوری که جمعیت حاضر بیش از ۳۰۰ هزار نفر تخمین زده شده‌است. ابراهیم رئیسی به همراه محمدباقر قالیباف وارد مصلای تهران شد و هر دو در این همایش سخنرانی کردند. رئیسی پس از ورود به مصلی دست قالیباف را بالا برد و قالیباف نیز شال سبز سیادت را بر دوش رئیسی انداخت. جمعیت حاضر در همایش شعارهایی مانند «سلام بر رئیسی؛ درود بر قالیباف»، «رئیسی قالیباف؛ مبارکه ائتلاف»، «نه پسرفت نه درجا؛ نگاه ما به فردا» و «ممنون از این اتحاد؛ دولت ضد فساد» سر دادند.

« در این روزهای حساس و سرنوشت ساز به این نتیجه رسیدیم که برای بازگشت به خط امام و پایان دادن به دولت ۴ درصدی‌ها از برادر عزیزم که بیش از ۴۰ سال سابقه رفاقت داریم حمایت کنیم. همه دست به دست هم دادیم در سراسر ایران با سلایق مختلف هدفمان یک هدف اصلی و ثابت است همه متحد شدیم که بگوییم دولت حرف و دولت ۴ درصدی نمی‌خواهیم. »

محمدباقر قالیباف، مصلای امام خمینی ۲۶ اردیبهشت ۱۳۹۶
تعداد زیادی از اشخاص حامی رئیسی و قالیباف مانند محمدرضا باهنر، غلامعلی حدادعادل، سعید جلیلی، نادر طالب زاده و سید مهدی هاشمی در این همایش حضور داشتند.

### ۲۷ اردیبهشت ۱۳۹۶
در آخرین روز تبلیغات انتخاباتی، رئیسی با امیر تتلو خوانندهٔ رپ دیدار کرد. تتلو برای فعالیت قانونی مجوز ندارد و چندین بار بازداشت شده‌است. ویدئوی این دیدار در شبکه‌های اجتماعی پربیننده شد.

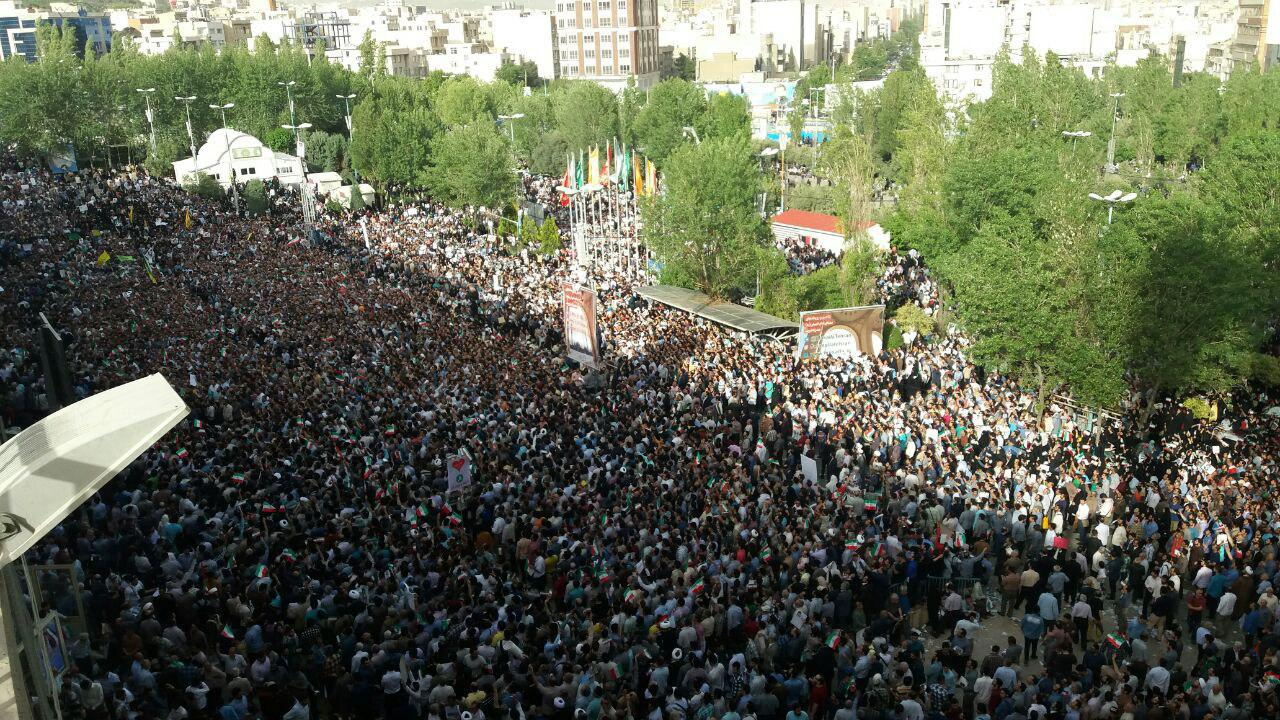
ازدحام جمعیت در بیرون مصلی
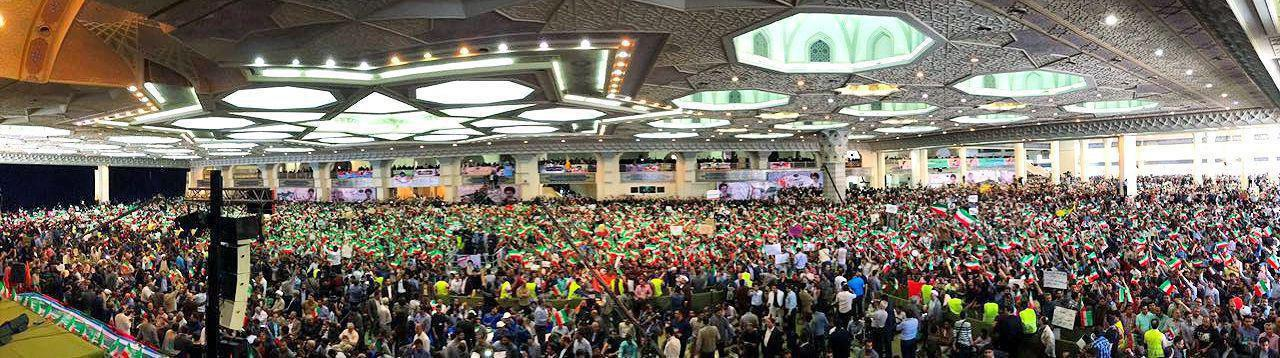
جمعیت حاضر در داخل مصلای تهران
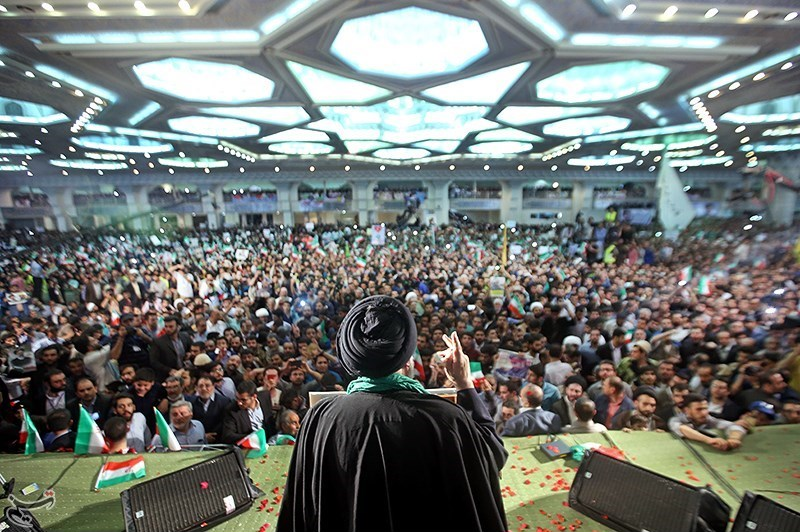
رئیسی در حال سخنرانی در مصلای تهران
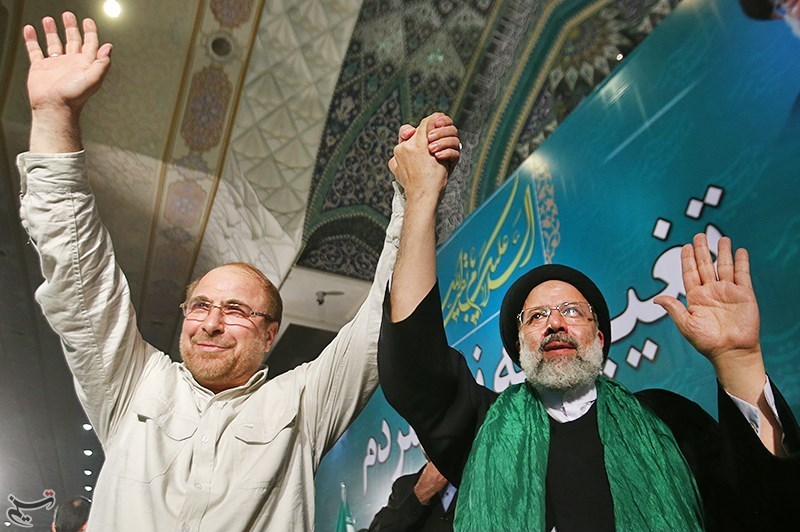
رئیسی در کنار محمدباقر قالیباف

## رأی‌گیری و نتیجه

درصد رأی رئیسی در سطح کشور به تفکیک شهرستان‌ها

در انتخابات ریاست جمهوری ایران که در تاریخ ۲۹ اردیبهشت ۹۶ برگزار شد، سید ابراهیم رئیسی با کسب ۱۵٬۷۸۶٬۴۴۹ رأی و ۳۸٫۳۰٪ آرا نفر دوم شد و حسن روحانی با کسب ۲۳٬۵۴۹٬۶۱۶ رأی و ۵۷٫۱۳٪ آرا پیروز انتخابات شد.
این بالاترین رأی برای رقیب رئیس‌جمهور مستقر در تاریخ انتخابات ریاست‌جمهوری ایران است. پیش از این بالاترین میزان متعلق به میرحسین موسوی در انتخابات ریاست‌جمهوری ۱۳۸۸ بود با ۱۳ میلیون رأی و ۳۳٪ رأی‌ها (اختلاف ۳۰٪ با رئیس‌جمهور برگزیده).
در این انتخابات، رئیسی در ۸ استان از ۳۱ استان اول شد، و روحانی در ۲۳ استان دیگر. رئیسی در استان‌های خراسان رضوی و شمالی و جنوبی، قم، مرکزی، سمنان، زنجان، همدان بیشترین رأی را به دست آورد.
در خارج از کشور نیز رئیسی در مجموع تنها ۱۸٪ رأی‌ها را کسب کرد. وی از میان کشورها، تنها در سه کشور سوریه و عراق و لبنان رأی اول شد. در بیشتر کشورهای اروپایی رأی او زیر ده درصد بوده‌است.

## اعتراضات به روند برگزاری انتخابات
در روز ۲۹ اردیبهشت ۱۳۹۶ در حالی که هنوز انتخابات در حال برگزاری بود، علی نیکزاد، رئیس ستاد رئیسی در نامه‌ای به هیئت نظارت بر انتخابات نوشت که «تخلفات از حد گزارش و شکایت گذشته است» و خواستار ورود جدی هیئت نظارت جهت جلوگیری از ادامه تخلفات شد. او همچنین در نامه‌ای به وزیر کشور نسبت به وقوع تخلفاتی از قبیل: عدم رعایت عدالت در اعلام اسامی نامزدها، عدم صدور کارت ورود به صندوق ناظران ایشان، شروع به کار همراه با تأخیر در برخی شعب، توزیع تعرفه بدون مهر، اعتراض کرد.
پس از اتمام رای‌گیری و اعلام نتایج نیز ستاد رئیسی طی نامه‌هایی به شورای نگهبان و دادستان کل کشور نسبت به وقوع تخلفات اعتراض کرد و خواستار رسیدگی شد. رئیس ستاد رئیسی هم در نامه‌ای به وزارت کشور خواستار اعلام نتایج آرا به تفکیک صندوق شد، اما وزارت کشور اعلام کرد که نتایج تفکیکی استان‌ها را پس از تأیید صحت انتخابات توسط شورای نگهبان اعلام می‌کند.
در روز ۹ خرداد ۱۳۹۶ شورای نگهبان در بیانیه‌ای صحت انتخابات را تأیید کرد و دربارهٔ تخلفات نیز گفت که در برخی موارد وقوع جرایم محرز بوده و برای رسیدگی به قوه قضاییه ارسال شده‌است. سید ابراهیم رئیسی، پس از انتشار بیانیه شورای نگهبان، در پیامی در کانال اینستاگرام خود نوشت: «اینجانب نظر شورای محترم نگهبان، دربارهٔ انتخابات را فصل الخطاب می‌دانم و امیدوارم قوه قضائیه به تخلفات اعلامی از سوی آن شورا، به طور جدی رسیدگی کند.»

## حامیان

### مجموعه
- ۲۲۸۳ نفر از حقوقدانان، وکلا، سردفتران، مشاوران حقوقی قضایی، اساتید و دانشجویان حقوق دانشگاه‌ها[۶۳]
- ۸۹۰ پزشک متخصص از اعضای جامعه پزشکی[۶۴]
- ۸۰ اقتصاددان و پژوهشگر اقتصادی[۶۵]
- ۴۰۰ تن از علما، شیوخ، سران و معتمدان طوایف اهل سنت ایران[۶۶]
- ۱۸۴ نفراز اساتید برجسته فلسفه و عرفان[۶۷]
- ۲۰۴ خانواده شهدای مدافع حرم[۶۸]
- ۲۵۰ شاعر و نویسنده[۶۹]
- ۲۳۱ نفر از فعالان و مسئولان سابق تشکل‌های دانشجویی[۷۰]
- ۲۵ تن از نخبگان، اساتید، متخصصین، دانشجویان و شاغلین ایرانی ساکن آمریکا[۷۱]
- جمعی از دانشجویان و دانش آموختگان ایرانی مقیم اروپا و آمریکای شمالی[۷۲]
- جمعی از نخبگان و مدال آوران المپیادهای علمی کشور[۷۳]
- بیش از هزار نفر از اساتید دانشگاه‌های کشور[۷۴][۷۵]
- حمایت بیش از هزار خانواده شهید و فرزندان شاهد[۷۶]
- بیش از هزار نفر از فرهنگیان استان فارس[۷۷]
- جمعی از فرهنگیان استان اردبیل[۷۸]
- ۲۰۰ نفر از نخبگان و نمایندگان تشکل‌های کشاورزی کشور[۷۹]
- جامعه متخصصین هوانوردی[۸۰]
- علمای اهل سنت خراسان شمالی[۸۱]
- جمعی از خانواده‌های شهدای مدافع حرم مازندران[۸۲]
- بیت شهید سید علی اندرزگو[۸۳]
- ۵۳ تن از شاعران و نویسندگان قمی[۸۴]
- جمعی از اصناف و بازاریان زنجان[۸۵]
- جمعی از نمایندگان ادواری مردم مازندران در مجلس شورای اسلامی[۸۶]

### افراد

#### سیاستمداران
- محمدباقر قالیباف شهردار تهران و فرمانده سابق نیروی انتظامی، و نامزد انتخابات ۱۳۹۶ که به نفع رئیسی کناره‌گیری کرد[۸۷]
- محمدتقی مصباح یزدی مجتهد، استاد فلسفه اسلامی، مفسر[۸۸]
- محمدباقر باقری کنی نماینده تهران در مجلس خبرگان رهبری[۸۹]
- سید علی‌اکبر قریشی نمایندهٔ استان آذربایجان غربی در مجلس خبرگان رهبری[۹۰]
- سید رحیم توکل نماینده استان مازندران در مجلس خبرگان رهبری[۹۱]
- نذیر احمد سلامی نماینده اهل سنت در مجلس خبرگان رهبری[۹۲][۹۳]
- غیاث‌الدین طاهامحمدی نماینده ولی فقیه در استان همدان و امام جمعه شهر همدان و عضو مجلس خبرگان رهبری[۹۴]
- نورالله طبرسی امام جمعه شهرستان ساری[۹۵]
- سید عزت‌الله ضرغامی سیاست‌مدار و رئیس سابق صدا و سیما[۹۶]
- علی معلمی نماینده سابق استان مازندران در مجلس خبرگان رهبری[۹۷]
- محسن رضایی فرمانده سابق سپاه و دبیر مجمع تشخیص مصلحت نظام[۹۸]
- فریدون عباسی دوانی فیزیکدان ایرانی و رئیس سابق سازمان انرژی اتمی ایران[۹۹]
- مهدی چمران رئیس شورای اسلامی شهر تهران و ری و تجریش[۱۰۰]
- محمدمهدی زاهدی نماینده مجلس و وزیر علوم، ۱۳۸۴–۱۳۸۸[۱۰۱]
- علیرضا زاکانی نماینده مردم تهران در دوره هفتم، هشتم و نهم مجلس
- حمید رسایی نماینده تهران در دوره‌های هشتم و نهم مجلس، ۱۳۸۷–۱۳۹۵[۱۰۲]
- بیژن نوباوه خبرنگار و عضو جبهه پایداری[۱۰۳]
- الیاس نادران عضو سابق سپاه پاسداران انقلاب اسلامی[۱۰۴]
- ابوالفضل ظهره‌وند سفیر سابق ایران در افغانستان[۱۰۵]
- مهرداد بذرپاش نماینده دوره نهم مجلس شورای اسلامی[۱۰۶]
- کیومرث هاشمی رئیس کمیته ملی المپیک[۱۰۷]
- مرتضی آقاتهرانی دبیرکل جبهه پایداری انقلاب اسلامی[۱۰۸]

### مقامات سابق اجرایی

#### معاونین سابق رئیس‌جمهور
- مسعود زریبافان، معاون سابق رئیس‌جمهور و رئیس سابق بنیاد شهید[۱۰۹]

#### معاونین سابق وزیر
- سعید جلیلی دبیر سابق شورای عالی امنیت ملی و عضو شورای راهبردی روابط خارجی[۱۱۰]

#### وزیران سابق
- سید محمد حسینی وزیر فرهنگ و ارشاد اسلامی سابق ایران در دولت دهم
- علی نیکزاد وزیر سابق مسکن و شهرسازی
- مسعود میرکاظمی وزیر سابق نفت
- محمد عباسی وزیر سابق ورزش و جوانان[۱۱۱]
- سعید مرتضوی دادستان سابق تهران[۱۱۲]
- محمد سلیمانی وزیر سابق ارتباطات و فناوری اطلاعات[۱۰۳]

### هنرمندان
- انسیه شاه‌حسینی فیلم‌نامه‌نویس و کارگردان[۱۱۳]
- مسعود ده‌نمکی روزنامه‌نگار، فعال سیاسی و کارگردان[۱۱۴]
- جمال شورجه نویسنده و کارگردان[۱۱۵]
- ابوالقاسم طالبی کارگردان سینما[۱۱۶]
- حجت بقایی   مستندساز و برنامه‌ساز تلویزیون، خبرنگار و پژوهشگر
- علی‌رضا قزوه شاعر و نویسنده[۱۰۳]
- مهدی امینی‌خواه بازیگر سینما و تلویزیون
- نادر طالب‌زاده تهیه‌کننده، مجری برنامه‌های تلویزیونی و مستندساز
- قطب‌الدین صادقی نویسنده، فیلم‌نامه‌نویس، مترجم، کارگردان تئاتر و بازیگر
- هوشنگ توکلی بازیگر تلویزیون و سینما
- جهانبخش سلطانی بازیگر سینما و تلویزیون
- محسن علی‌اکبری تهیه‌کننده سینما
- امیرحسین مقصودلو (تتلو) خواننده
- اسدالله جباری کارگردان و پژوهشگر
- الهام حمیدی بازیگر
- الهام چرخنده بازیگر

### فعالان سیاسی و علمی
- سعید قاسمی بسیجی و سخنران[۱۱۷]
- شهریار زرشناس پژوهشگر حوزه ادبیات، فرهنگ، سیاست.
- علیرضا پناهیان خطیب مذهبی[۱۱۸]
- حسن عباسی فعال و تحلیلگر[۱۱۹][۱۲۰]

### سایر
- نادر طریقت روزنامه‌نگار و منتقد سینما
- جمشید آرین ایده پرداز و مخترع ایرانی[۱۲۱]
- حمیدرضا احمدآبادی فعال بسیجی[۱۲۲]
- نورالله طبرسی امام جمعه شهرستان ساری[۹۵]
- حامد کرمانیون فعال سیاسی
- منصور ارضی مداح[۱۲۳]

- مادر شهیدان جنیدی[۱۲۴]

### تشکل‌ها
- جبهه مردمی نیروهای انقلاب اسلامی[۱۲۵]
- انصار حزب‌الله[۱۲۶]
- جامعه مدرسین حوزه علمیه قم[۱۲۷]
- جامعه روحانیت مبارز[۱۲۸]
- حزب مؤتلفه اسلامی[۱۲۹]
- جبهه پیروان خط امام و رهبری[۱۳۰]
- جامعه اسلامی مهندسین[۱۳۱]
- جبهه پایداری انقلاب اسلامی[۱۳۲]
- جامعه اسلامی دانشجویان[۱۳۳]
- حزب زنان جمهوری اسلامی[۱۳۴]
- حزب اسلامی رفاه کارگران[۱۳۵]
- جبهه ایستادگی ایران اسلامی[۱۳۶]
- حزب وفاق ملی و پیشرفت اسلامی[۱۳۷]
- حزب عدالت‌طلبان ایران اسلامی[۱۳۸]
- کانون دانشگاهیان ایران اسلامی[۱۳۹]
- مجمع نمایندگان طلاب و فضلای حوزه علمیه قم[۱۴۰]

### رسانه‌ها
- خبرگزاری فارس
- روزنامه کیهان
- روزنامه رسالت
- مشرق‌نیوز
- خبرگزاری تسنیم
- الف
- صراط نیوز
- خبرگزاری میزان
- خبرگزاری رسا
- روزنامه جوان آنلاین
- جام جم
- روزنامه کلید
- افسران جوان
- مشرق نیوز
- انقلاب نیوز
- پایگاه اطلاع‌رسانی اصولگرایان
- پایگاه اطلاع‌رسانی رجا
- وطن امروز
- خبرگزاری بسیج
- پایگاه شهدای ایران
- پایگاه فتن
- عصرامروز
- قدس آنلاین
- بی باک نیوز
- نجوا نیوز
- خیبر نیوز